# Alisalia bistriata
Alisalia bistriata är en skalbaggsart som först beskrevs av Max Bernhauer 1909.  Alisalia bistriata ingår i släktet Alisalia och familjen kortvingar. Inga underarter finns listade i Catalogue of Life.